# Ander Okamika
Ander Okamika Bengoetxea (Lekeitio, 2 aprile 1993) è un ciclista su strada ed ex triatleta spagnolo di origine basca che corre per il team Burgos-Burpellet-BH.

## Palmarès

### Strada
- 2020 (Dilettanti)

3ª tappa Vuelta a Alicante (La Nucia > Busot)

#### Altri successi
- 2023 (una vittoria)

1ª tappa GP Beiras e Serra da Estrela (Seia > Gouveia, cronosquadre)

## Piazzamenti

### Grandi Giri
- Vuelta a España

2021: 75º
2022: 95º
2023: 62º